# Epania discolor
Epania discolor là một loài bọ cánh cứng trong họ Cerambycidae.